# Sinosmylites rasnitsyni
Sinosmylites rasnitsyni (лат.) — ископаемый вид сетчатокрылых насекомых из семейства беротид (Berothidae). Обнаружены в среднеюрских отложениях Центральной Азии (Chifeng, Ningcheng, Shantou, около Daohugou, Внутренняя Монголия, Китай).

## Описание
Передние крылья с широко округлёнными вершинами, длина 6,7 мм, ширина 3,0 мм. Размер задних крыльев 6,5 мм на 2,6 мм.  
Вместе с другими ископаемыми видами сетчатокрылых насекомых, такими как Paraberotha acra, Libanosemidalis hammanaensis, Raptorapax terribilissima, Alloberotha petrulevicii, Oisea celinea, Eorhachiberotha burmitica, Phthanoconis burmitica, Oloberotha sinica, Araripeberotha fairchildi, Ethiroberotha elongata, Caririberotha martinsi, Dasyberotha eucharis, Chimerhachiberotha acrasarii являются одними из древнейших представителей Neuroptera, что было показано в 2011 году при ревизии палеофауны палеоэнтомологами Владимиром Макаркиным (Биолого-почвенный институт ДВО РАН, Владивосток) и его китайскими коллегами Ц. Яном и Д. Жэнем (Qiang Yang, Dong Ren; College of Life Sciences, Capital Normal University, Пекин, Китай). Вид был впервые описан по отпечаткам в 2011 году и назван в честь крупного российского энтомолога профессора Александра Павловича Расницына.